# Georg Lindemann
Georg Lindemann (8 de marzo de 1884 - 25 de septiembre de 1963) fue un general alemán durante la Segunda Guerra Mundial. Comandó el 18.º Ejército durante la Ofensiva Kingisepp-Gdov soviética.

## Segunda Guerra Mundial
En 1936, Lindemann fue promovido a Generalmajor y se le dio el mando de la 36.ª División de Infantería que tomó parte en la Invasión de Francia. Lindemann fue promovido a General y asumió el mando del L Cuerpo de Ejército. En junio de 1941, en el lanzamiento de la Operación Barbarroja, el Cuerpo de Lindemann era parte del Grupo de Ejércitos Norte. Lindemann comandó el cuerpo durante el avance hacia Leningrado. Su unidad brevemente pasó al Grupo de Ejércitos Centro durante la Batalla de Smolensk. El cuerpo de Lindemann pasó después de nuevo al Grupo de Ejércitos Norte.
El 16 de enero de 1942, Lindemann tomó el mando del 18.º Ejército, una parte del Grupo de Ejércitos Norte. En el verano de 1942, fue promovido a Generaloberst. Lindemann comandó el 18.º Ejército durante las campañas alrededor de Leningrado y durante la retirada de enero de 1944 de la cabeza de puente de Oranienbaum a Narva. Fue ascendido a comandante del Grupo de Ejércitos Norte el 31 de marzo de 1944. El 4 de julio de 1944, fue relevado y transferido al Ejército de Reserva. El 1 de febrero de 1945, fue seleccionado para el mando de todas las tropas alemanas en Dinamarca como el "Comandante Supremmo de las Fuerzas Armadas en Dinamarca". Alemania se rindió incondicionalmente en el noroeste de Alemania, los Países Bajos, y Dinamarca el 5 de mayo de 1945. Lindemann recibió entonces la tarea de desmantelar la ocupación alemana de Dinamarca hasta el 6 de junio de 1945, cuando fue arrestado en su cuartel general en Silkeborg. 
Fue detenido en custodia de los estadounidenses hasta 1948. Lindemann murió en 1963 en Freudenstadt, Alemania Occidental.

## Condecoraciones
- Cruz de Hierro (1914) 2.ª Clase (9 de septiembre de 1914) & 1.ª Clase (28 de julio de 1915)[1]
- Broche de la Cruz de Hierro (1939) 2.ª Clase (26 de septiembre de 1939) & 1.ª Clas (30 de octubre de 1939)[1]
- Cruz de Caballero de la Cruz de Hierro con Hojas de Roble
  - Cruz de Caballero el 5 de agosto de 1940 como Generalleutnant y comandante de la 36.ª División de Infantería[2]
  - Hojas de Roble el 21 de agosto de 1943 como Generaloberst y comandante del 18.º Ejército[3]